# Matt Light
Matt Charles Light (* 23. Juni 1978 in Greenville, Ohio) ist ein ehemaliger US-amerikanischer American-Football-Spieler auf der Position des Offensive Tackles. Er spielte für die New England Patriots in der National Football League (NFL).

## Karriere
Light besuchte die Purdue University und wurde 2001 in der zweiten Runde der NFL Draft von den New England Patriots verpflichtet. Er war von Anfang an festes Mitglied der Offensive Line der Patriots und gewann in seiner Karriere drei Super Bowls mit ihnen. 2006 wurde er das erste Mal zum Pro Bowl gewählt, als Reserve für Jonathan Ogden. 2007 wurde er erneut zum Pro Bowl gewählt, diesmal jedoch als Starter.
Am 16. Mai 2012 gab Matt Light auf einer Pressekonferenz der Patriots sein Karriereende bekannt.
| Personendaten    | Personendaten                            |
| ---------------- | ---------------------------------------- |
| NAME             | Light, Matt                              |
| ALTERNATIVNAMEN  | Light, Matt Charles (vollständiger Name) |
| KURZBESCHREIBUNG | US-amerikanischer Footballspieler        |
| GEBURTSDATUM     | 23. Juni 1978                            |
| GEBURTSORT       | Greenville (Ohio)                        |